# Exaireta spinigera
Exaireta spinigera är en tvåvingeart som först beskrevs av Christian Rudolph Wilhelm Wiedemann 1830.  Exaireta spinigera ingår i släktet Exaireta och familjen vapenflugor. Inga underarter finns listade i Catalogue of Life.